# Églogues (Jolivet)
Pour les articles homonymes, voir Églogue (homonymie).
Les Églogues sont une œuvre pour alto seul d'André Jolivet composée en 1967.

## Présentation
Les Églogues pour alto seul de Jolivet sont composées en 1967 et créées le 24 avril 1968 à Paris à la Société nationale de musique par l'altiste Serge Collot.
La partition, « par le même souci concentrique de la forme », se rapproche d'autres pages pour instrument seul de la même époque, la Suite en concert pour violoncelle et la Suite rhapsodique pour violon.
Les Églogues sont organisées en cinq mouvements :
1. Rusticamente I ;
2. Cantante I ;
3. Ostinamente ;
4. Cantante II ;
5. Rusticamente II e Postludio.

La durée moyenne d'exécution des cinq Églogues est de douze minutes environ.